# Axat
Axat település Franciaországban, Aude megyében. Lakosainak száma 482 fő (2022. január 1.). Axat Artigues, Cailla, Puilaurens, Sainte-Colombe-sur-Guette, Saint-Martin-Lys és Salvezines községekkel határos.

## Népesség
A település népességének változása:
| Lakosok száma | 997  | 1021 | 832  | 711  | 624  | 581  | 547  | 541  | 513  | 482  |
|               | 1968 | 1982 | 1999 | 2006 | 2011 | 2015 | 2017 | 2018 | 2020 | 2022 |